# Hinterer Brühl
Hinterer Brühl er en historisk gade i den sydlige del af Hildesheims indre by i Niedersachsen, Tyskland, der på grund af sine velbevarede og næsten komplette bebygning af bindingsværkshuse hører til de vigtigste attraktioner i byen. Hinterer Brühl er en af få gader i Hildesheim, som ikke blev sønderbombet under 2. verdenskrig, hvor 90 procent af næsten 1.900 bindingsværkshuse gik tabt under et allieret luftangreb den 22. marts 1945.
Hinterer Brühl er en 192 meter lang, relativ smal ensrettet gade i kvarteret Brühlviertel. Den begynder sydfra ved Godehardsplatz overfor Sankt Godehard Basilikaen og ender mod nord ved Neuen Straße overfor Pauluskirken. I Hintere Brühl står der 22 huse, men husnumrene går kun fra 1 til 20.